# Engie (app)
Engie é uma empresa israelita fundada em 2014, que oferece um aplicativo móvel que permite aos usuários acesso ao diagnóstico de seu veículo em tempo real, bem como a identificação de diversas falhas. O aplicativo foi lançado em dezembro de 2014 para Android e em dezembro de 2016 para iOS

## Resumo
Engie oferece aos usuários acesso à informação do veículo através de um componente OBD (On Board Diagnostic, isto é, Diagnóstico a Bordo). O componente OBD liga-se directamente à tomada de diagnóstico do automóvel e, através da tecnologia Bluetooth, passa a informação ao aplicativo, permitindo assim os seguintes serviços:
- Rastreamento da informação e diagnóstico de viagem em tempo real, tais como o consumo de combustível, temperatura do motor e voltagem da bateria.
- Solução de problemas do automóvel.
- Entre outras características, a companhia oferece lembretes com respeito a quando se deve realizar o serviço anual e a manutenção de rotina, incluindo os preços médios das peças de substituição.
Uma vez que se diagnostica um mau funcionamento, o usuário tem a opção de receber cotações de oficinas próximas recomendadas.

## História
Engie foi fundado em 2014 por três sócios; Yarden Gross, Alon Hendelamn (CFO), Gal Aharon (CMO) e Uri Levine, cofundador e sócio de Waze, que também é o presidente da empresa.

## Proposta de Valor
O objetivo do Engie é criar uma “comunidade de motoristas” ao permitir aos usuários fácil acesso à informação sobre o seu automóvel, os dando o controle referente aos reparos. Por outro lado, os mecânicos poupam tempo e dinheiro, já que evitam ter que realizar sua própria revisão e saber de antemão qual é o problema, ao mesmo tempo em que também ganham uma nova base de clientes.

## Futuro
Hoje, Engie tem aproximadamente 500.000 usuários no mundo todo e tem parceria com 500 oficinas. Recentemente, a companhia arrecadou 3,5 milhões de dólares em sua série A, com planos para expandir a outros mercados globais. A companhia emprega a 30 pessoas em seu escritório localizado em Tel Aviv.

## Modelo de negócio
O serviço de Engie é gratuito, e os usuários só pagam pelo componente OBD a preço de custo. A empresa gera seus lucros mediante a uma pequena tarifa de honorarios para cada transação ENTRE OS CLIENTES E OS MECÂ os mecânicos.

## Prêmios e reconhecimentos
Em Junho de 2015, Engie ganhou o primeiro lugar em "Melhor aplicativo novo" no Congresso Móvel de Israel.